# Guten Abend, schön Abend, es weihnachtet schon
Guten Abend, schön Abend, es weihnachtet schon ist ein deutschsprachiges Weihnachtslied. Die Herkunft des Liedes wird häufig mit Kärnten oder – wohl fälschlich – der Eifel angegeben.

## Herkunft und Verbreitung
Das Lied erschien mit der Herkunftsangabe „nach einem Kärntner Vorweihnachtsliede“ unter dem Titel Ein Kranzsingelied auf die Weihnacht im 7. Heft der von 1931 bis 1934 im völkischen Ludendorffs Volkswarte-Verlag München veröffentlichten Sammlung Lieder der Deutschen. Die ersten beiden Strophen stammen von dem Herausgeber der Sammlung Fritz Hugo Hoffmann (1891–1965), dem Bundesführer der Artamanen und Komponisten völkischer Lieder, der auch einen zweistimmigen Satz zu dem Lied verfasste.
Zwischen dem Ende des Zweiten Weltkriegs und der deutschen Wiedervereinigung war das Lied in der DDR sehr populär, während es in Westdeutschland nur vereinzelt in Liederbüchern nachzuweisen ist. Die heute gesungene Version entstand zwischen 1947 und 1950 in der von Hans und Ilse Naumilkat geleiteten Sing- und Spielgemeinde Schönebeck. Die Bearbeitung stammt von Ilse Naumilkat, die sich 1961 den Text der 2. und 3. Strophe urheberrechtlich schützen ließ. Der Text der zweiten Strophe stimmt allerdings weitgehend mit der Strophe von Fritz Hugo Hoffmann überein, nur sind Strophen- und Refrainteil vertauscht. Auf welchem Weg das Ehepaar Naumilkat das Lied kennenlernte, und ob es sich des völkischen Hintergrunds des Liedes bewusst war, ist derzeit nicht bekannt.
Die Melodie wurde erstmals 1798 mit anderem Text „Ave Maria, jungfräuliche Zier“ in der Steiermark von dem Lehrer Joseph Salzwimmer aufgezeichnet.
In einer alternativen Textfassung (zu einer anderen Melodie mit der Herkunftsangabe „Volksweise aus Salzburg“) folgt statt der Wiederholung der Eingangszeile der Text „Wir erwarten mit Sehnsucht den göttlichen Sohn“. Ob es sich hierbei um eine christliche Rückdichtung des völkischen Textes von Fritz Hugo Hoffmann handelt, ist nicht bekannt.

## Inhalt
In dem Lied geht es um die Vorweihnachtszeit, wobei im Sinne eines „säkularisierten“ Weihnachtsfestes christliche Hintergründe konsequent ausgeblendet werden. Wie in völkischen (und in der Folge auch in nationalsozialistischen) Weihnachtsliedern üblich, findet sich der Bezug zum Symbol des Lichtes und der Heimat. Themen der Strophen sind die Lichter am Adventskranz (1.), fallender Schnee und Winterwald (2.) und fröhlicher Gesang (3.).

## Bekannte Einspielungen
Eine Aufnahme (unter dem Titel Guten Abend, schönen Abend, es weihnachtet schon) mit dem Kinderchor des Berliner Rundfunks unter Leitung von Ilse Naumilkat erschien 1963 auf dem Album Weihnachtslieder des DDR-Labels Eterna und wurde in den späteren Jahren mehrfach neu veröffentlicht. Diese Bearbeitung von Hans Naumilkat mit einer aus Flöten, Streichern und Gitarre bestehenden Begleitung betont den Ländler-Charakter des Stücks. Im Jahr 1970 erschien es als Guten Abend, schön’ Abend in der Version des Rundfunk-Kinderchores Berlin (bei der Erstveröffentlichung unter dem Namen „Kinderchor des Deutschlandsenders“) unter der Leitung von Manfred Roost auf der Weihnachts-LP Bald nun ist Weihnachtszeit (ebenfalls Eterna), die zahlreiche Neuauflagen erlebte. Die neue Bearbeitung von Anton Schoendlinger (Begleitung mit Streichern) hat einen eher getragenen Charakter. Auf Frank Schöbels vielfach aufgelegten Amiga-Album Weihnachten in Familie (1985) wird es von seinen Kindern Odette und Dominique in einem Pop-Arrangement gesungen.